# Hygrocybe miniata
A Hygrocybe miniata é uma espécie de cogumelo pequeno, vermelho vivo ou vermelho-alaranjado do gênero Hygrocybe. É uma espécie encontrada em todo o mundo. Na Europa, é encontrada em campos, charnecas arenosas ou em áreas gramadas no outono. Na Austrália é encontrada em florestas tropicais e de eucalipto, bem como em charnecas.

## Taxonomia
A Hygrocybe miniata foi descrita pela primeira vez pelo micologista sueco Elias Magnus Fries como Agaricus miniatus em 1821, antes de ser renomeada pelo mesmo autor em 1838 como Hygrophorus miniatus. O micologista alemão Paul Kummer a atribuiu ao gênero Hygrocybe em 1871.
O epíteto específico miniata vem de 'miniat', que significa "pintado com chumbo vermelho". É comumente conhecida como píleo de cera vermelhão (vermilion waxcap) ou píleo de cera em miniatura (miniature waxy cap).

## Descrição
O píleo é convexo inicialmente, mas depois se achata e se torna deprimido com bordas onduladas e tem de 0,5 a 3,5 cm de diâmetro; é higrófano e com pequenas escamas que podem ser vistas com uma lupa. O centro dos basidiomas maduros é visivelmente escamoso. Essa é uma característica que é melhor observada em espécimes secos, que não tenham sido molhados pela chuva. A cor do píleo é laranja-escarlate com uma margem estriada amarela. O estipe sem anel costuma ser longo (até 3 vezes o diâmetro do píleo) e afunilado em direção à base, com tendência a se achatar. É da mesma cor do píleo, ou ligeiramente mais pálido, com uma base branca. As lamelas são alaranjadas, adnatas (com uma ampla fixação ao estipe) ou ligeiramente decorrentes; amplamente espaçadas e um pouco entalhadas. A carne é alaranjada e não tem odor. A esporada é branca e os esporos elipsoides medem 7-9 por 4-5 μm.

### Espécies semelhantes
Uma espécie muito semelhante (descrita apenas recentemente), H. helobi (Arnolds) Bon, aparece mais cedo na estação, prefere solos menos ácidos e cheira a alho.
A Hygrocybe mollis e a H. moseri são muito semelhantes.

## Comestibilidade
Embora sua comestibilidade não seja clara, ela é considerada não venenosa.

## Habitat e distribuição

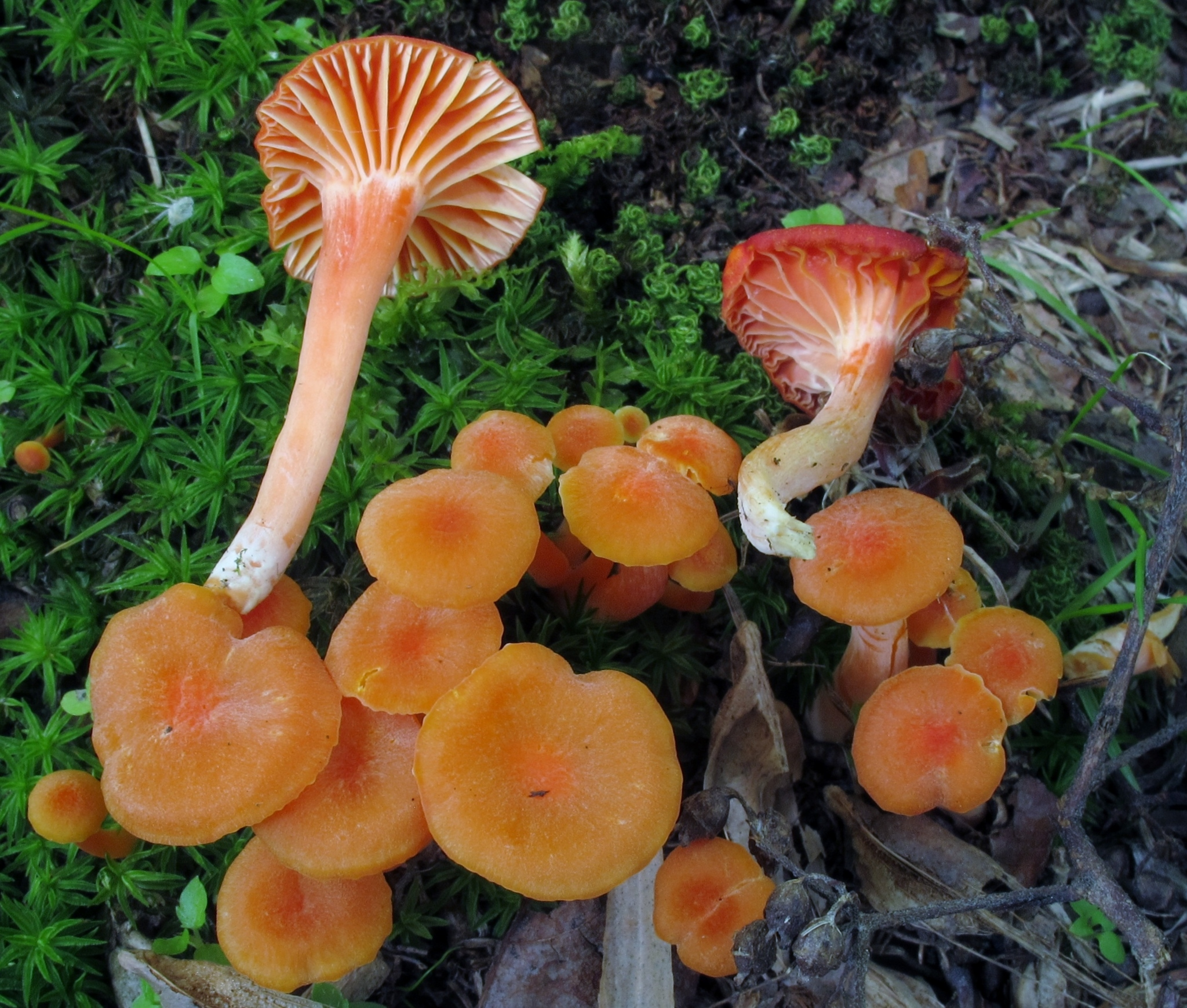
Hygrocybe miniata.

A Hygrocybe miniata é uma espécie com distribuição cosmopolita, tendo sido registrada na maioria das zonas temperadas. Ela foi coletada na Grã-Bretanha, Europa, América e nas zonas equivalentes do Hemisfério Sul, como o leste e o sul da Austrália, onde foi registrada em Queensland, Nova Gales do Sul, Victoria e Tasmânia.
Na Grã-Bretanha, ela aparece no outono, especialmente em períodos sem geadas, e prefere charnecas arenosas, clareiras gramadas ou campos não melhorados. Ela é frequentemente vista na companhia da Pilosella officinarum.
Na Austrália, pode ser encontrada em florestas temperadas a subtropicais, florestas de eucalipto e charnecas. Os cogumelos podem aparecer em grupos entre as folhas de janeiro a junho.